# 안티 미에티넨
안티 마르쿠스 미에티넨(핀란드어: Antti Markus Miettinen, 1980년 7월 3일 ~ )은 핀란드의 은퇴한 아이스하키 선수로 포지션은 라이트윙이다. 핀란드 프로 아이스하키 리그 SM-리가의 팀인 해멘린난 팔로케르호에서 선수 생활을 시작했으며, 리그에서 4번 3위에 올랐다. 이후 북아메리카 진출 전 마지막 시즌에서는 리그 올스타 팀에 선정되어 라세 옥사넨 상과 쿨타이넨 퀴패래를 받았다. 이후 2000년 NHL 드래프트에서 댈러스 스타스의 지명을 받고 댈러스에 입단했으며, 이후 미네소타 와일드와 위니펙 제츠에서 활동했고, 내셔널 하키 리그(NHL)에서 총 293경기를 뛰었다. 이 외에 러시아의 콘티넨탈 하키 리그(KHL)의 아크 바르스 카잔, 스위스의 내셔널 리그의 HC 프리부르고테롱, 도이체 아이스하키 리가의 아이스베렌 베를린에서 뛰었다.
핀란드 아이스하키 국가대표팀 소속으로 활동했으며, 2010년 동계 올림픽에서 동메달을 획득했다. 이 외에 세계 아이스하키 선수권 대회에서 은메달과 동메달을 획득했다.